# Clan Colquhoun
Colquhoun [kəˈhuːn] ist der Name eines schottischen Clans, der nach den gleichnamigen Ländereien in Dunbartonshire benannt ist und aus Luss am Westufer des Loch Lomond stammt, das durch Heirat erworben wurde.

## Geschichte
1603 waren sie in einen nachbarschaftlichen Konflikt involviert, als sie die MacGregors angriffen, um ihre eigenen Interessen im Gebiet um das Loch zu wahren. In Glenfruin fielen in der Folge zweihundert Colquhouns, während nur zwei MacGregors ums Leben kamen, was den König dazu veranlasste, die MacGregors für vogelfrei zu erklären. Für die Colquhouns hatte die Schlacht zur Folge, dass sie als Kämpfer nie mehr ernst genommen wurden; dafür hatten sie zeitweise eine gewisse politische Bedeutung. 
Das Motto des Clans lautet Si je puis („Falls ich kann“).

## Bilder

Clan-Abzeichen mit Motto
Wappen der Colquhouns
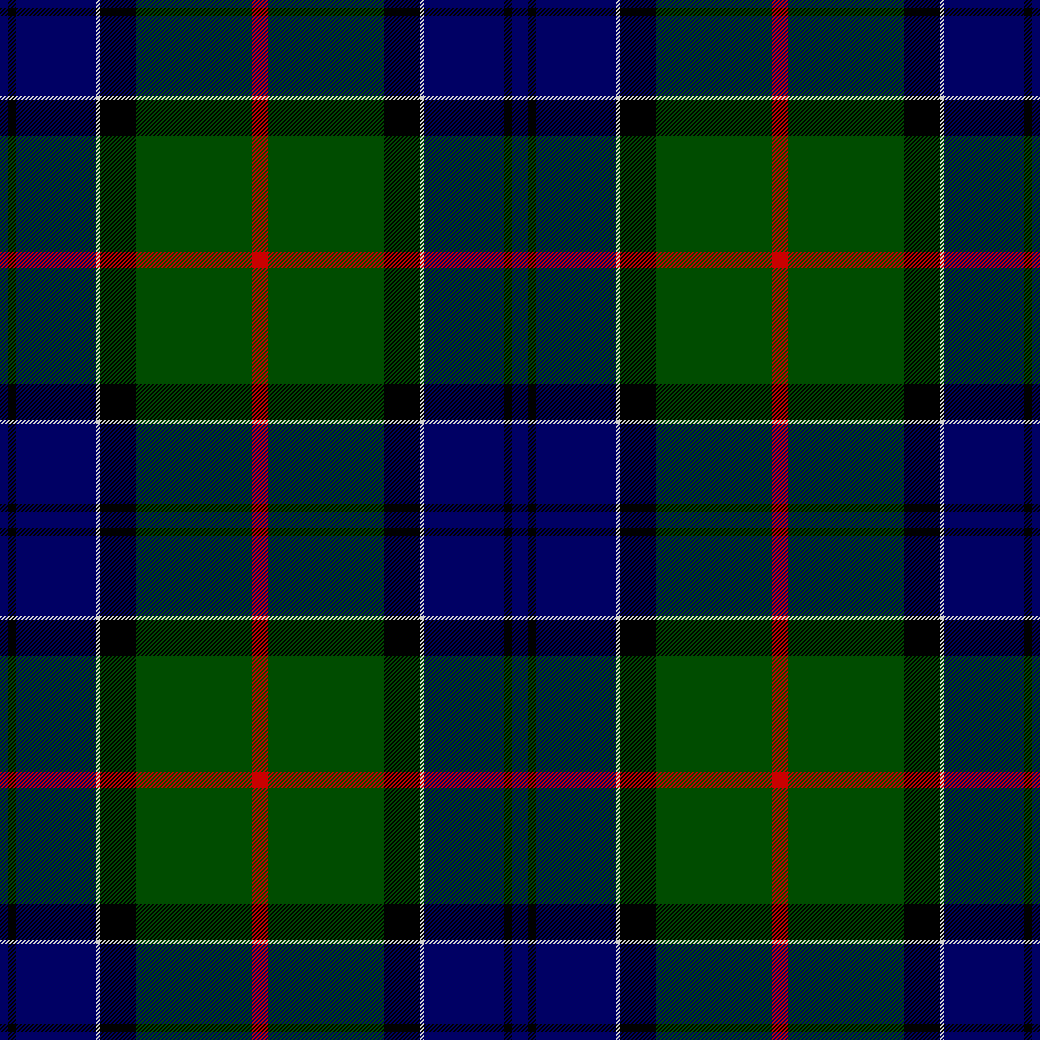
Tartan